# 深川町 (瀬戸市)
深川町（ふかがわちょう）は、愛知県瀬戸市深川連区の町名。丁番を持たない単独町名である。

## 地理
- 瀬戸市の中央部に位置する[8]。西を仲切町、北を宮里町、東を宮脇町・新道町、南を薬師町・末広町・栄町・朝日町と隣接している[8]。
- 住宅と小売店・飲食店が混在する[8]。深川神社の入口付近は宮前と通称され、商業地域として発展した[9]。
- 末広町2丁目とを結ぶ宮前橋には昔の瀬戸焼風景を描いた染付け絵の陶板が取り付けられている[8]。

- 宮前地下街
- 宮前橋

### 河川
- 瀬戸川[8] ： 町の南東部、薬師町・末広町との町境を西流している。
- 印所川（瀬戸川支流） ： 町の東部を暗渠で南流し、町の南東部で瀬戸川に注ぎ込んでいる。

- 瀬戸川（深川町・薬師町境）
- 瀬戸川と印所川の合流点

### 学区
市立小・中学校に通う場合、学区は以下の通りとなる。また、公立高等学校普通科に通う場合の学区は以下の通りとなる。
| 番・番地等 | 小学校                 | 中学校                 | 高等学校 |
| ---------- | ---------------------- | ---------------------- | -------- |
| 全域       | 瀬戸市立にじの丘小学校 | 瀬戸市立にじの丘中学校 | 尾張学区 |

## 歴史

### 町名の由来
尾張徇行記によると、むかし馬ヶ城川を深川と呼んだことに由来するという。

### 沿革
- 1942年（昭和17年）1月9日 - 瀬戸市大字瀬戸字池田の一部により、同市深川町として成立[2]。

## 世帯数と人口
2025年（令和7年）2月1日現在の世帯数と人口は以下の通りである。
| 町丁   | 世帯数  | 人口  |
| ------ | ------- | ----- |
| 深川町 | 142世帯 | 219人 |

### 人口の変遷
国勢調査による人口の推移
| 1995年（平成7年）  | 293人 | [ 13 ] |  |
| 2000年（平成12年） | 263人 | [ 14 ] |  |
| 2005年（平成17年） | 277人 | [ 15 ] |  |
| 2010年（平成22年） | 243人 | [ 16 ] |  |
| 2015年（平成27年） | 224人 | [ 17 ] |  |
| 2020年（令和2年）  | 214人 | [ 18 ] |  |

### 世帯数の変遷
国勢調査による世帯数の推移。
| 1995年（平成7年）  | 110世帯 | [ 13 ] |  |
| 2000年（平成12年） | 97世帯  | [ 14 ] |  |
| 2005年（平成17年） | 96世帯  | [ 15 ] |  |
| 2010年（平成22年） | 97世帯  | [ 16 ] |  |
| 2015年（平成27年） | 82世帯  | [ 17 ] |  |
| 2020年（令和2年）  | 82世帯  | [ 18 ] |  |

## 交通

### 鉄道
町内に鉄道は走っていない。最寄り駅は名鉄瀬戸線尾張瀬戸駅になる。

### バス
名鉄バス「しなの線（瀬戸北線）」
- 【1】【1H】【2】【2H】【3】【4】新瀬戸駅 - 瀬戸駅前 - 古瀬戸 - しなのバスセンター - 上品野 系統 ： 瀬戸宮前バス停（品野方面乗り場）[8]

名鉄バス「本地ヶ原線」
- 【10】瀬戸駅前 - 古瀬戸 - 赤津 系統 ： 瀬戸宮前バス停（赤津方面乗り場）[8]

- 瀬戸宮前バス停

### 道路
国道248号・国道363号（重複区間） ： 町の南部を東西に走っている。
- 国道248・363号表示（深川町歩道橋）

## 施設
- 深川神社[8] ： 奈良時代の771年（宝亀2年）、朝廷・藤原氏縁の天津神をこの地に勧請し創建された式内社。瀬戸の総鎮守・産土神（）として篤く信仰されている[19]。
- 陶彦神社[8] ： 瀬戸の焼物の祖と言われる、加藤四郎左エ門景正（藤四郎）の偉業を称え、1824年（文政7年）に創建。1926年（大正15年）、21代宮司・武のときに、現在地に遷宮[20]。
- 法雲寺[8] ： 真宗大谷派。本尊は阿弥陀如来立像で、本堂脇には陶製の梵鐘が置かれている[21]。
- 瀬戸パークホテル ： 深川神社境内に佇む緑と静寂につつまれた癒しと安らぎのホテル[22]。
- うなぎ 田代 ： 地元で知らない人はいないと言われるほど有名な鰻の名店[23]。
- 鯛利商店 ： 焼酎、清酒、ワインなどの酒類を、定番のものから人気の銘柄まで取り揃えている酒屋[24]。
- 七福堂 吾妻軒 瀬戸店 ： 深川神社の前で瀬戸焼そばなどの軽食を販売しているお店[25]。
- 大福屋 ： 焼きそば（並盛、大盛）と関東風おでんのみの提供ながらも地元・瀬戸っ子に50年余り愛されているシンプルなお店[26]。
- オハヨー精肉店 ： 長年銀座通り商店街に店を構える町の肉屋。精肉だけでなく、手作りの味が楽しめる揚げ物や総菜を販売[27]。
- 宮前公園[8] ： 神社の入口にある公園。ブランコ・すべり台・ジャングルジムがある。飼育小屋があり、かつては孔雀や烏骨鶏がいた。
- 深川町池田通りポケットパーク ： 町の南西部にある小さな休憩スペース。町内安全の社がある。

- 深川神社
- 陶彦神社
- 法雲寺
- 瀬戸パークホテル
- うなぎ 田代
- 鯛利商店
- 七福堂 吾妻軒 瀬戸店
- 大福屋
- オハヨー精肉店
- 宮前公園
- 深川町池田通りポケットパーク

## その他

### 日本郵便
- 郵便番号 : 489-0076[6]（集配局：瀬戸郵便局[28]）。